# Third Lanark Athletic Club
El Third Lanark Athletic Club fue un club de fútbol de Escocia, con sede en Glasgow. Fue fundado en 1872 y desapareció en 1967.
El Third Lanark fue uno de los grandes equipos pioneros del fútbol escocés. Sin ser el primero de los equipos punteros escoceses en ser declarado en bancarrota y disuelto (existieron los precedentes del Vale of Leven y el Renton FC), el caso del Third Lanark fue posiblemente el más traumático en la historia del fútbol escocés tanto por la base de aficionados que poseía como por lo repentino de su caída, al pasar en unos pocos años de ser tercero en la Liga a desaparecer. La desaparición del Third Lanark se convirtió en el caso paradigmático de los peligros que acechan a los clubs venidos a menos con terrenos jugosos para la especulación cuando caen en manos de dirigentes desaprensivos.

## Historia

### Orígenes militares
Durante las Guerras Napoleónicas el Ejército británico creó cuerpos de voluntarios (a modo de reservistas) para hacer frente a una eventual invasión francesa. Aunque estos cuerpos se disolvieron tras la Batalla de Waterloo, hacia 1859 el miedo al rearme francés estimuló la recreación de esos cuerpos de voluntarios. Los cuerpos de voluntarios estaban formados por civiles que no tenían soldada y se debían costear sus propios uniformes. Entre esos cuerpos de voluntarios se encontraba el de los Lanarkshire Rifle Volunteers (Rifles Voluntarios del Condado de Lanark), formado por ciudadanos del condado escocés de Lanarkshire. Este cuerpo estaba dividido en 4 regimientos y el tercero de ellos (Third Lanarkshire Rifle Volunteers) tenía su sede en la zona de Strathbungo,al sur de la ciudad de Glasgow. Se puede decir que estos cuerpos de voluntarios se fueron profesionalizando poco a poco a partir de mediados de la década de 1860.
Fue la disputa del primer partido internacional de la historia del fútbol entre Escocia e Inglaterra el 30 de noviembre de 1872 en Glasgow, el que inspiró a los miembros del regimiento a crear un club de fútbol propio y así, el 12 de diciembre de ese mismo año es fundado el Third Lanarkshire Rifle Volunteers Football Club (3rd LRV FC), con el beneplácito de muchos de los oficiales del regimiento. El color escarlata de la camiseta del club fue elegido por ser ese el color del regimiento.
En 1881 se realizó una reorganización a gran escala del ejército y los regimientos de voluntarios de Lanark pasaron a depender del ejército regular integrándose dentro de los Scottish Rifles. Poco a poco la ligazón entre el club y el regimiento fue diluyéndose, tanto más, en cuanto el fútbol escocés se profesionalizó a marchas forzadas tras la creación de la Liga en 1891.
En 1903 el equipo se registró como sociedad limitada bajo el nombre de Third Lanark Athletic Club, rompiendo así cualquier lazo oficial con el viejo regimiento. Además del nombre y los colores del club, heredados del regimiento, algunos de los apodos del club: the Warrios (los guerreros) o the Redcoats (los casacas rojas) se debían al origen militar del Third Lanark.

### Histórico del fútbol escocés
El Third Lanark puede considerarse uno de los clubes históricos de Escocia, siendo más antiguo que el Glasgow Rangers o el Celtic FC. Tras fundarse en 1872 disputó su primera final de la Copa de Escocia en 1876 frente al entonces todopoderoso Queen's Park FC, decano del fútbol escocés. En 1878 Vale of Leven le derrotó en su segunda final de Copa. Tuvo que esperar hasta 1889 para adjudicarse su primera Copa de Escocia. Por aquel entonces los Rangers no habían estrenado todavía su palmarés y el Celtic acababa de ser fundado.
En 1891 el 3rd LRV FC fue uno de los 10 clubes fundadores de Liga escocesa de fútbol. A lo largo de la década gana alguna competición local (la Glasgow Charity Cup). Con el nuevo siglo comienza la época dorada de la historia del club. En pocos años obtiene sus mayores logros; gana en dos ediciones consecutivas la Glasgow Cup (1903 y 1904), es campeón de Liga por única vez en su historia (1904), gana por segunda ocasión la Copa de Escocia (1905) y disputa otra final más de Copa (1906), que pierde ante el Hearts. Es en esos años también cuando el Third Lanark adquiere el nuevo Cathkin Park, su hogar hasta 1967.
Tras esos años dorados el 3rd Lanark se estancó en una continua mediocridad. En 1925 bajó por primera vez en su historia a la Segunda división, siendo un equipo ascensor durante una década aproximadamente. En 1936 jugarían su última final de Copa, ante el Glasgow Rangers, que los derrotó. Después un periodo de casi dos décadas en primera división hasta 1953. En 1957 obtuvieron su último ascenso a Primera división.

### Los últimos años buenos
En 1960 alcanzaron la final de la Copa de la liga escocesa por única vez en su historia.
La última jornada de la temporada 1960/61 el Third Lanark alcanzó un hito histórico. Venció al Hibernian FC por 6-1 en Cathkin Park asegurando de esta forma un más que honroso tercer puesto en la Primera División Escocesa y además superó la cifra de 100 goles marcados en una temporada. Buena parte del mérito recayó en la goleadora delantera escarlata de los Goodfellow, Hilley, Harley, Gray y McInnes. Alex Harley fue el máximo goleador de todas las ligas europeas ese año con un total de 42 goles.
En 1963 logró su último éxito al adjudicarse la Glasgow Cup por cuarta vez en la historia por delante de los equipos del Old Firm (Glasgow Rangers y Celtic FC).

### El fin
En poco más de cuatro años, el Third Lanark pasó de estar en los puestos altos de la liga de su país a protagonizar un sonado descenso. La temporada 1965/66 finalizó con solo 3 victorias (7 puntos) en 34 partidos en la Liga, la peor temporada de la historia del club, y bajó merecidamente a la Segunda división escocesa.
Otras dos temporadas mediocres en Segunda división culminaron con una humillante derrota por 5-1 frente al Dumbarton FC, el 28 de abril de 1967. Drew Busby fue el autor del último gol de la historia del Third Lanark en aquel infausto partido. 
El club fue declarado ese mismo año en bancarrota tras una investigación del Board of Trade y fue liquidado en 1967, vendiéndose todas sus propiedades. Supuestamente la dirección del club fue la responsable en provocar dicha situación, la actuación del presidente del club Bill Hiddleston, es fuente aún hoy en día de fuerte debate; según muchos aficionados de los Thirds este buscó conscientemente provocar la bancarrota para lucrarse personalmente con la venta de los terrenos de Cathkin Park para la promoción inmobiliaria (a finales de la temporada 1967 Cathkin fue vendido para la construcción de casas, pero el ayuntamiento de Glasgow denegó las licencias).
En su defensa cabe decir que en 1963 construyó una nueva tribuna en el estadio, algo que casa poco con alguien interesado en buscar la ruina del club. También se comentó que Hiddleston pudo pretender forzar el traslado del club a Cumbernauld o East Kilbride, emergentes suburbios residenciales de Glasgow que estaban creciendo en aquella época y que no tenían clubes profesionales todavía.
El informe del Board of Trade habló de desorganización, luchas internas, impagos a los jugadores, falta de previsión e infraestructura, despotismo en la gestión, etc. durante los últimos años de gestión de Hiddleston, lo que contribuyó en buena medida al descalabro del club.

### Muerto pero no enterrado
Después de la desaparición del Third Lanark, algunos de sus aficionados comenzaron a apoyar al Pollok FC, un modesto equipo de las Ligas Júnior de Escocia, pero la mayor parte de los 10 000 aficionados que seguían asiduamente al equipo a comienzos de los años 60 se quedaron sin equipo al que animar. Third Lanark era considerado en la época como la alternativa de los aficionados de Glasgow y Lanarkshire que abominaban de las connotaciones sectarias del Old Firm (Rangers-Celtic) y por tanto querían apoyar a un tercer club local (el Third Lanark).
Un equipo aficionado adoptó con posterioridad el nombre Third Lanark Athletic (jugando en Rosebank Park), así como un equipo femenino. Ocasionalmente se juegan partidos de exhibición en Cathkin Park en el que alguno de los equipos se autodenomina "Third Lanark". 
A pesar de reclamaciones de otros a los derechos sobre el nombre del club, el actual dueño legal del nombre del club que fue a la bancarrota "Third Lanark Athletic Club Ltd" es el antiguo parlamentario británico Teddy Taylor, que compró el nombre del club a los acreedores en 1967, cuando todavía existía la posibilidad de que el club siguiera existiendo de alguna manera.
Cuando el Ferranti Thistle fue admitido en 1974 en la Liga Escocesa barajó la posibilidad de utilizar el nombre Third Lanark pero finalmente entró en la competición bajo la denominación Meadowbank Thistle. Actualmente el club se llama Livingston FC.
Recientemente el artista escocés Billy Connolly anunció que junto con su colega Sean Connery estarían interesados en hacerse con un club escocés, bien comprando el Partick Thistle (equipo con problemas económicos) o bien resucitando el histórico Third Lanark. De todas formas esas declaraciones no se han concretado en más acciones más allá de la mera palabrería. El retorno de un equipo denominado Accrington Stanley a la Liga inglesa de fútbol, que resucita a otro histórico club desaparecido en la década de 1960, puso de actualidad en los medios escoceses la posibilidad de que algún empresario decidiera resucitar al Third Lanark.
La existencia todavía de muchos aficionados nostálgicos, el interés de muchos otros por buscar una tercera vía y el poso romántico de la historia del club, hacen que la resurrección del Third Lanark sea un tema recurrente del fútbol escocés. Existen planes actualmente para que un equipo amateur llamado Third Lanark vuelva a jugar en la cancha de Cathkin Park. 

## Estadio
Third Lanark jugó a lo largo de su historia en dos estadios denominados Cathkin Park. 
Su primer campo de juego fueron los propios terrenos de entrenamiento e instrucción del regimiento cerca de Victoria Road, Glasgow.
En 1875 inaugura su primer campo de juego denominado Cathkin Park. El viejo Cathkin Park sería hogar del Third Lanark hasta 1903 y durante ese tiempo llegó a acoger en 1884 un Escocia-Inglaterra, el primer partido de la historia en el que se cobró entrada. En 1903 el Third Lanark se mudó a Hampden Park y lo rebautizó como Cathkin Park. Este estadio sería su hogar hasta 1967.
El nuevo Cathkin Park fue inaugurado en octubre de 1884 y fue originalmente conocido como Hampden Park (siendo el segundo de los tres estadios que llevaría ese nombre). Entre 1884 y 1903 fue propiedad del Queen's Park FC que siendo local en este estadio llegó a ganar 3 Copas de Escocia. Fue escenario también de varios partidos internacionales en la década de 1880 comenzando por un Escocia-Irlanda en 1885. En 1903 Queen's Park construyó a unos cientos de metros de distancia un nuevo campo al que llamó igual (el actual Hampden Park) y vendió el viejo Hampden Park al Third Lanark, que lo rebautizó como Cathkin Park.
Cathkin Park llegó a tener capacidad de acoger 50.000 espectadores, de pie eso si.
Tras la desaparición del club, Cathkin Park pasó a pertenecer al ayuntamiento de Glasgow y se convirtió en un parque público abierto, aunque se conservó el terreno de fútbol reglamentario con sus porterías y parte de las gradas del viejo estadio, mezcladas con vegetación, lo que le convierte en una visita muy recomendable para los románticos del fútbol. Una placa recuerda en el lugar que allí jugó el Third Lanark hasta 1967.
El ayuntamiento ha indicado públicamente que solo vendería esos terrenos a alguien interesado en mantener el uso recreacional de Cathkin Park, lo que sería compatible con un club de fútbol allí instalado.
El campo de fútbol es actualmente utilizado por el equipo aficionado Glencastle Sparta.

## Palmarés

### Torneos nacionales
- Liga de Escocia (1): 1903-04
- Copa de Escocia (2): 1888-89, 1904-05
- Segunda División de Escocia (2): 1930-31, 1934-35

### Torneos locales
- Glasgow Cup (4): 1903, 1904, 1909, 1963
- Glasgow Charity Cup (6): 1890, 1898, 1901, 1952, 1954, 1956

- Datos: Q531108
- Multimedia: Third Lanark A.C. / Q531108